# Sturer Emil
Sturer Emil (с нем. — «Упрямый Эмиль»; полное название 12,8 cm Selbstfahrlafette auf VK 30.01 (H) für 12,8 cm K.40). В войсках получила прозвище «Sturer Emil», то есть «Упрямый Эмиль», с намеком на игру слов (Emil вместо Esel — осёл). Экспериментальная немецкая самоходная артиллерийская установка (САУ) времён Второй мировой войны.

## Описание
Проект САУ, получившей название schwere Betonknacker, был готов в начале 1939 года. Работы по разработке тяжелого истребителя ДОТ-ов возложили на Rheinmetall Borsig, который одновременно был и автором 12,8 cm Flak 40. Работами непосредственно по установке вооружения занимался Alkett, танкостроительное подразделение Rheinmetall Borsig. Разработка шла совместно с Henschel, который отвечал за шасси.
Согласно планам от 25 апреля 1940 года, в декабре ожидалось получить два опытных образца 13 cm Kan. (Pz.Sfl.) auf. Fg.St. des VK 30.01. Далее предполагалась серия из 100 машин. По факту техническая документация по САУ была готова в июле 1941 года. В середине января 1942 года утвердился и окончательный индекс — Pz.Sfl. für 12,8 cm K.40. Окончательно две машины были сданы в первой декаде марта 1942 года. Они собирались на удлиненном (6950 мм вместо 5775 мм) шасси прототипа тяжёлого танка VK 30.01 (H) (разработка которого была прекращена в 1941 году) и вооружались 128-мм пушкой с длиной ствола 61 калибр, созданной фирмой Rheinmetall на основе зенитного орудия Flak 40. Орудие самоходки могло поворачиваться на 7° вправо и 5° влево, углы наводки в вертикальной плоскости составляли от −15 до +10°. Боекомплект для пушки раздельно-гильзовый, и составлял 15 выстрелов.
Шасси получило по дополнительной паре опорных катков на борт, чего было явно недостаточно — подвеска, особенно в кормовой части быстро выходила из строя. Большая рубка с открытым верхом была построена вместо башни. Несмотря на огромную мощь противотанкового 128-мм орудия, способного поразить любой танк противников, САУ оказалась маломаневренной и имела низкую скорострельность в придачу к малому боезапасу.
Шасси №1 и №2 назвали, соответственно, «Max» и «Moritz», в честь двух литературных персонажей, которые были очень популярны. В начале лета 1942 года обе машины, а так же единственная сохранившаяся Pz.Sfl. IVa, сведенные в отдельный тяжелый взвод, были отправлены для войсковых испытаний в 521-й  дивизион истребителей танков (нем. Panzerjager Abteilung 521), действовавшего в составе группы армий «Юг», где они сражались сначала в Донских степях, а после — под Сталинградом. По состоянию на 12 ноября 1942 года все САУ находились в строю, однако уже к 1 декабря в дивизионе остался только "Моритц", который в конечном итоге в ходе контрнаступления Красной Армии и был захвачен в неисправном состоянии в районе села Новоалексеевка. Сейчас она экспонируется в Бронетанковом музее в Кубинке.

## Сохранившиеся экземпляры
- Россия — в Бронетанковом музее в Кубинке.

## Стендовый моделизм
САУ ограниченно представлена в стендовом моделизме. Фирма Trumpeter (Китай) выпускает модель САУ в 35-м и 72-м масштабе. При этом модель в 35-м масштабе перепаковывается российской фирмой Моделист, изменены лишь упаковка, инструкция и декаль.

## В игровой индустрии
Sturer Emil представлен в игре World of Tanks как St. Emil, выпускаемой компанией Wargaming.net, в игре «Ground War Tanks» от компании ChangYou. С версии 1.59 представлен в игре War Thunder, как немецкая САУ 3-го ранга. Также представлена в отдельной миссии в игре «Сталинград» от 1С, где необходимо испытать в бою два прототипа САУ Sturer Emil.